# Eugène Chifflot
Eugène Chifflot (1872-1956) est un architecte français, second grand prix de Rome en 1902, connu notamment pour avoir conçu l'hôtel de ville de Charleville-Mézières et le monument aux morts de Sivry-sur-Meuse, en collaboration avec Robert Colle et le sculpteur Louis Henri Bouchard.

## Biographie
Marie Eugène Chifflot, dit Eugène Chifflot, est né le 25 janvier 1872 à Dole et mort le 24 décembre 1956 dans le 6e arrondissement de Paris. Il est le fils de Jean Jules Chifflot (35 ans) peintre en bâtiments  et de Jeanne Barbier (26 ans) ; il a un frère Jules Léon Chifflot également architecte (1868-1925).
Il est admis à l’Ecole des Beaux-Arts de Paris le 31 mars 1892 et en sort diplômé le 24 février 1905 (69è promotion, projet : un Casino-Restaurant au bord de la Méditerranée) . Entre-temps, il participe à plusieurs concours et il est notamment lauréat du concours de Rome le 4 août 1902 (1er Second Grand Prix, sujet : une Imprimerie Nationale).
Il épouse à Paris 6e, le 9 novembre 1905, Blanche Céline Ernestine Savey et décède le 24 décembre 1956.

## Réalisations
Eugène Chifflot est actif à Paris entre 1906 et 1951. Parmi ses réalisations, on peut signaler :
- l'hôtel de ville de Charleville-Mézières avec l'architecte Robert Colle,
- le monument aux morts de Sivry-sur-Meuse (Meuse) avec le sculpteur Louis Henri Bouchard,
- à Paris, les 79 et 90 boulevard Raspail.

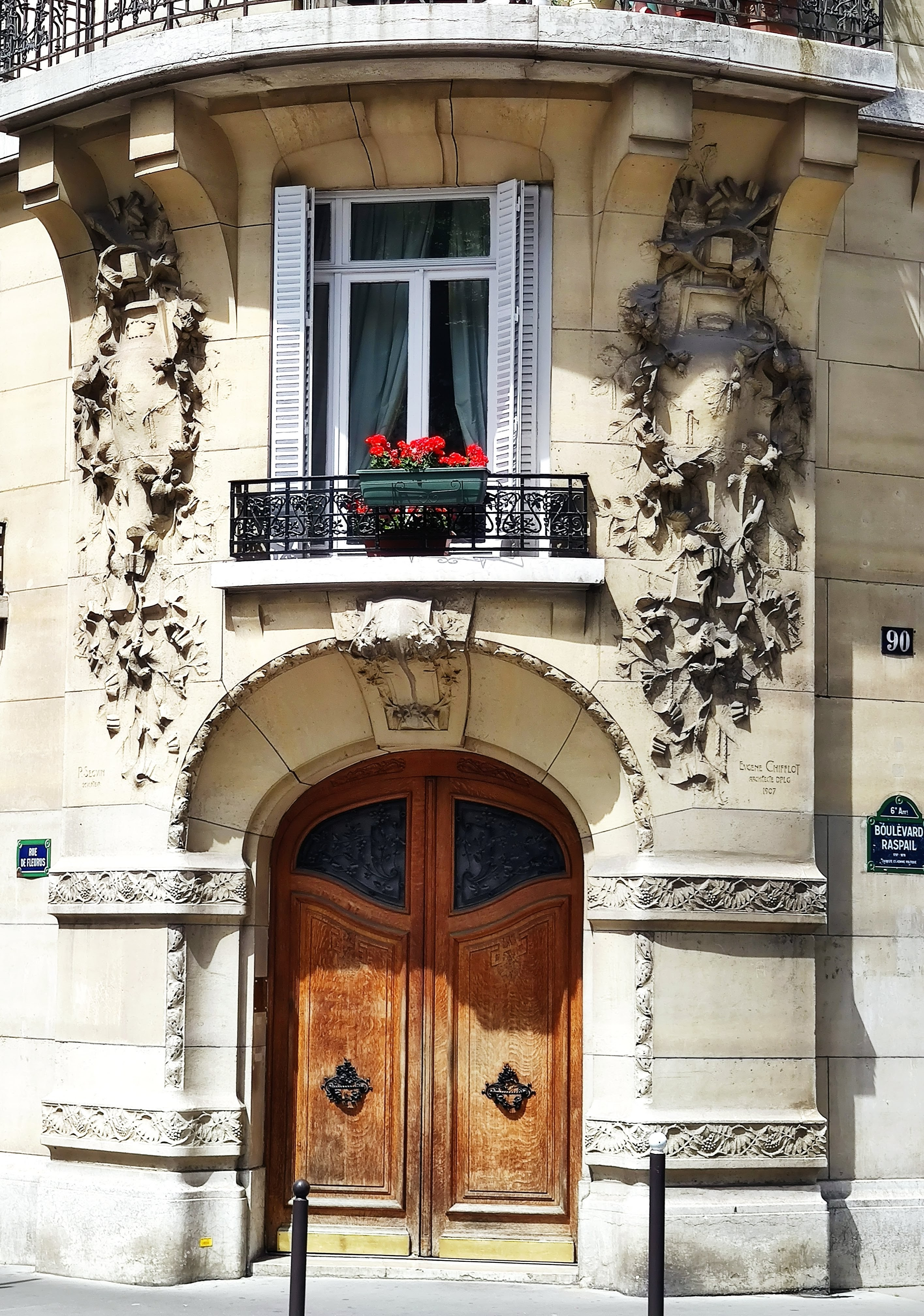
Entrée du no 90 boulevard Raspail.
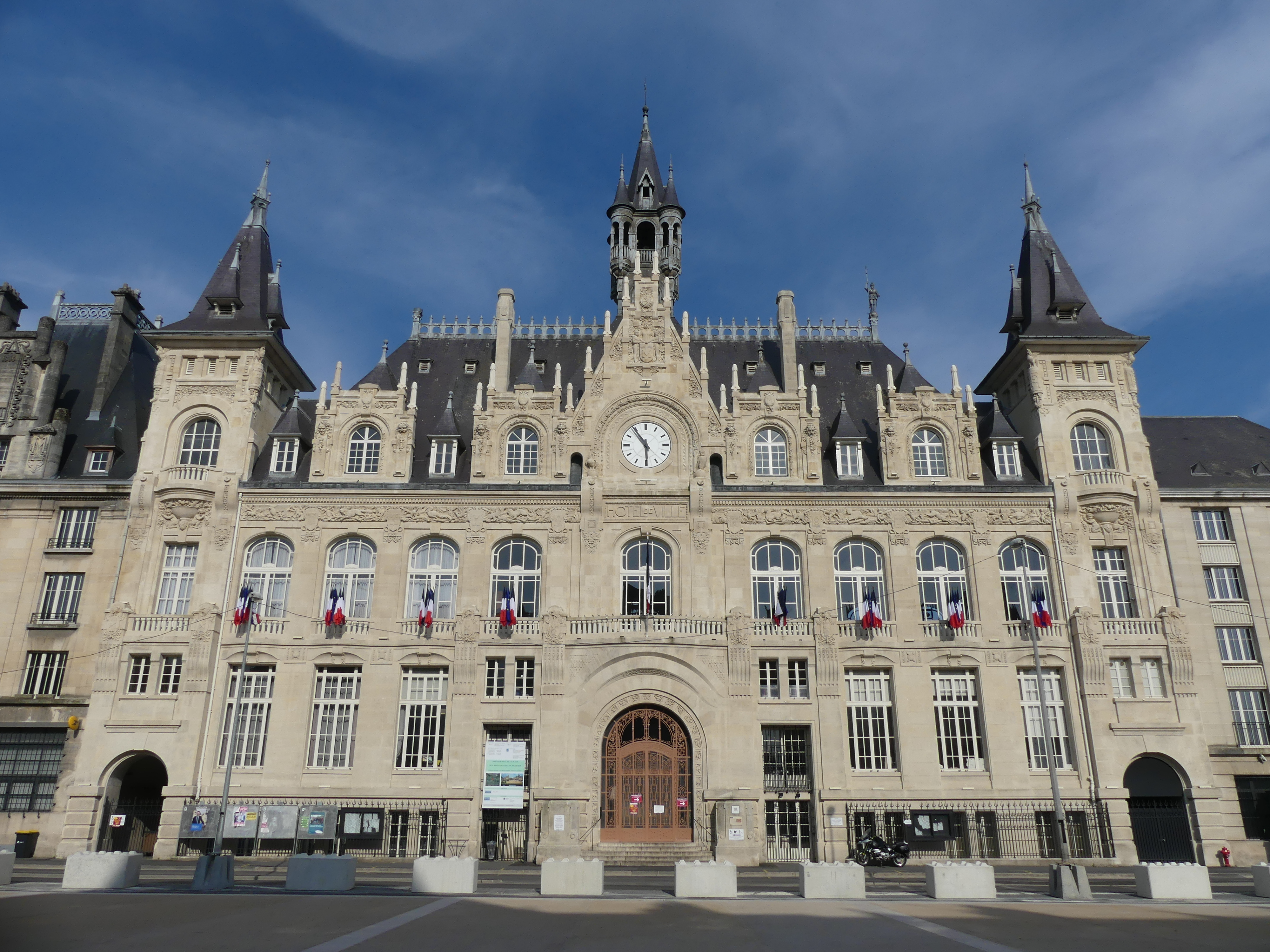
L'hôtel de ville de Charleville-Mezières rénové (2020).